# Club Atletico Faenza Tennis
Il Club Atletico Faenza Tennis (oggi anche Tennis Club Faenza), fondato nel 1927, rappresenta una delle società più storiche e gloriose della città di Faenza. Nella sua storia ormai secolare ha dato i natali a diversi tennisti di livello internazionale, come Raffaella Reggi, Andrea Gaudenzi, Gianluca Rinaldini, Maria Francesca Bentivoglio e Flora Perfetti. 

## Storia

### La nascita

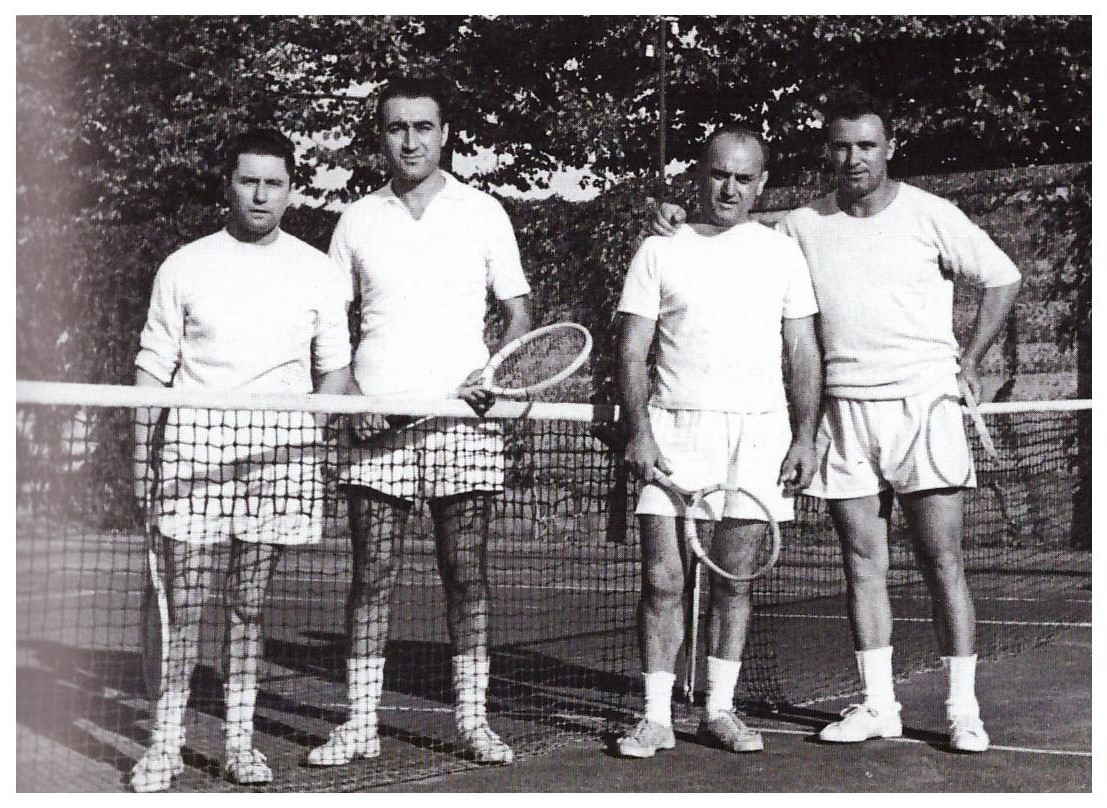

La sezione Tennis del Club Atletico Faenza viene fondata nel 1927 da Teo Gaudenzi (nonno di Andrea), Leo Massari, Giulio Melandri e Giuseppe Polverigiani. In quello stesso anno viene inaugurato il primo campo da gioco in terra rossa in via Medaglie d'Oro, luogo dove è tuttora presente il club.
Nel 1933 la società si affilia alla Federazione Italiana Tennis e nel 1938 entra in funzione il secondo campo da gioco. 

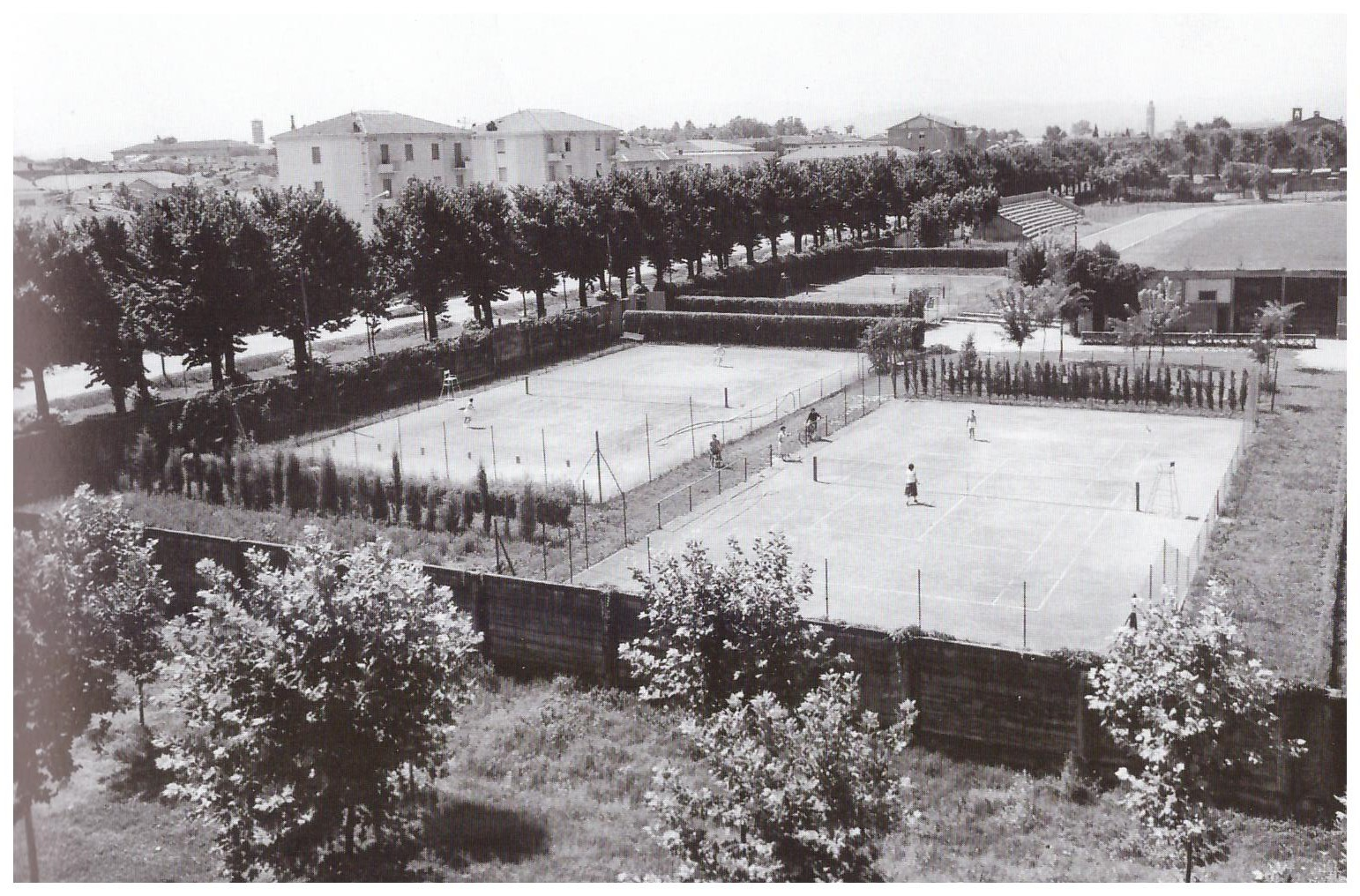

Fra i protagonisti degli albori del tennis faentino, oltre ai già citati soci fondatori, vi è anche Lassalle Errani, che dopo la Seconda guerra mondiale ne diventa l'allenatore, contribuendo assieme a Teo Gaudenzi alla crescita tecnica e sociale del club.
Nel 1959 si mette in luce il giovane Stefano Gaudenzi, che vince il titolo italiano juniores nel singolo, nel doppio e nel doppio misto. Negli anni successivi vince tre medaglie di bronzo alle Universiadi e sale fino al 5º posto della classifica italiana.
Negli anni cinquanta e sessanta in via Medaglie d'Oro vengono realizzati il terzo ed il quarto campo.

### Gli anni settanta ed ottanta

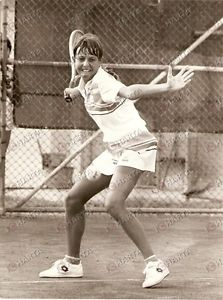
Raffella Reggi nel 1981

Verso la fine degli anni sessanta, dal Club Atletico Faenza Tennis emerge Pier Paolo Ricci Bitti, che vince vari titoli all'interno della Federazione Sport Silenziosi. Si aggiudica, fra gli altri, due titoli mondiali nel singolo, quattro nel doppio e due nel doppio misto laureandosi campione italiano silenziosi per ventuno volte fra il 1969 ed il 1992.
All'inizio degli anni settanta emerge dal circolo il faentino Gianluca Rinaldini, che a tredici anni vince a Milano la Coppa Lambertenghi, torneo giovanile a livello internazionale, poi si aggiudica i campionati italiani allievi e juniores. Ai campionati italiani assoluti del 1978 arriva in finale, dove è battuto da Corrado Barazzutti. Nel 1981 batte in semifinale Adriano Panatta, ma è di nuovo battuto in finale da Barazzutti; nello stesso anno sale al 78º posto delle classifiche mondiali e al 3º posto in Italia. Nel 1985 Rinaldini, a seguito di un incidente stradale, resta paralizzato agli arti inferiori.
Sul finire degli anni settanta anche la faentina Stefania Cicognani sale fino al 3º posto della classifica italiana ed al 163º posto delle classifiche mondiali. Nel 1981 vince il campionato italiano di doppio misto in coppia con Raimondo Ricci Bitti.
Negli stessi anni, partendo dal circolo faentino, sale alla ribalta mondiale Raffaella Reggi, che nel 1979 vince il titolo italiano femminile under 14 nel singolo e nel doppio, e nel 1981 si aggiudica quello under 16 nel singolo. Pochi mesi dopo vince a Miami l'Orange Bowl under 16, vero e proprio campionato mondiale giovanile. Nel 1982 diventa la numero 1 in Italia. Nel 1984 vince i campionati italiani assoluti e la medaglia di bronzo alle Giochi della XXIII Olimpiade di Los Angeles, dove il tennis è sport dimostrativo. Negli anni successivi si impone nei tornei internazionali di Taranto, Lugano, Porto Rico e San Diego. Nel 1986 vince il torneo di doppio misto agli US Open, torneo del Grande Slam, in coppia con lo spagnolo Sergio Casal e due anni dopo raggiunge il 13º posto nelle classifiche mondiali.
Nel 1987 e 1988 la società partecipa al campionato a squadre di Serie A femminile del Campionato degli affiliaticon una squadra formata da Federica Cornacchia, Laura Lapi, Flora Perfetti, Stefania Cicognani e Stefania Gaudenzi. Nel 1988 il numero di soci del circolo raggiunge il numero record di 1377 tesserati.

### Gli anni novanta e duemila
Alla fine degli anni ottanta, partendo dal circolo faentino si mette in luce Flora Perfetti, che nel 1991 si aggiudica il titolo italiano assoluto di Serie B. Nel 1992 si impone nel torneo di Brindisi. Nel 1995 raggiunge il 6º posto nelle classifiche italiane e l'anno seguente ottiene il 70º posto nelle classifiche mondiali.
Negli stessi anni emerge Francesca Bentivoglio, che nel 1989 vince la Coppa Lambertenghi under 12. Nel 1993, a soli 16 anni, si impone agli US Open juniores, mentre agli Internazionali d'Italia sorprende tutti arrivando fino ai quarti di finale. All'inizio del 1994 è già numero 3 in Italia e 62 nel mondo, quando decide di abbandonare il tennis e dedicarsi esclusivamente agli studi di medicina.

### 2015-2019: dalla B alla A1

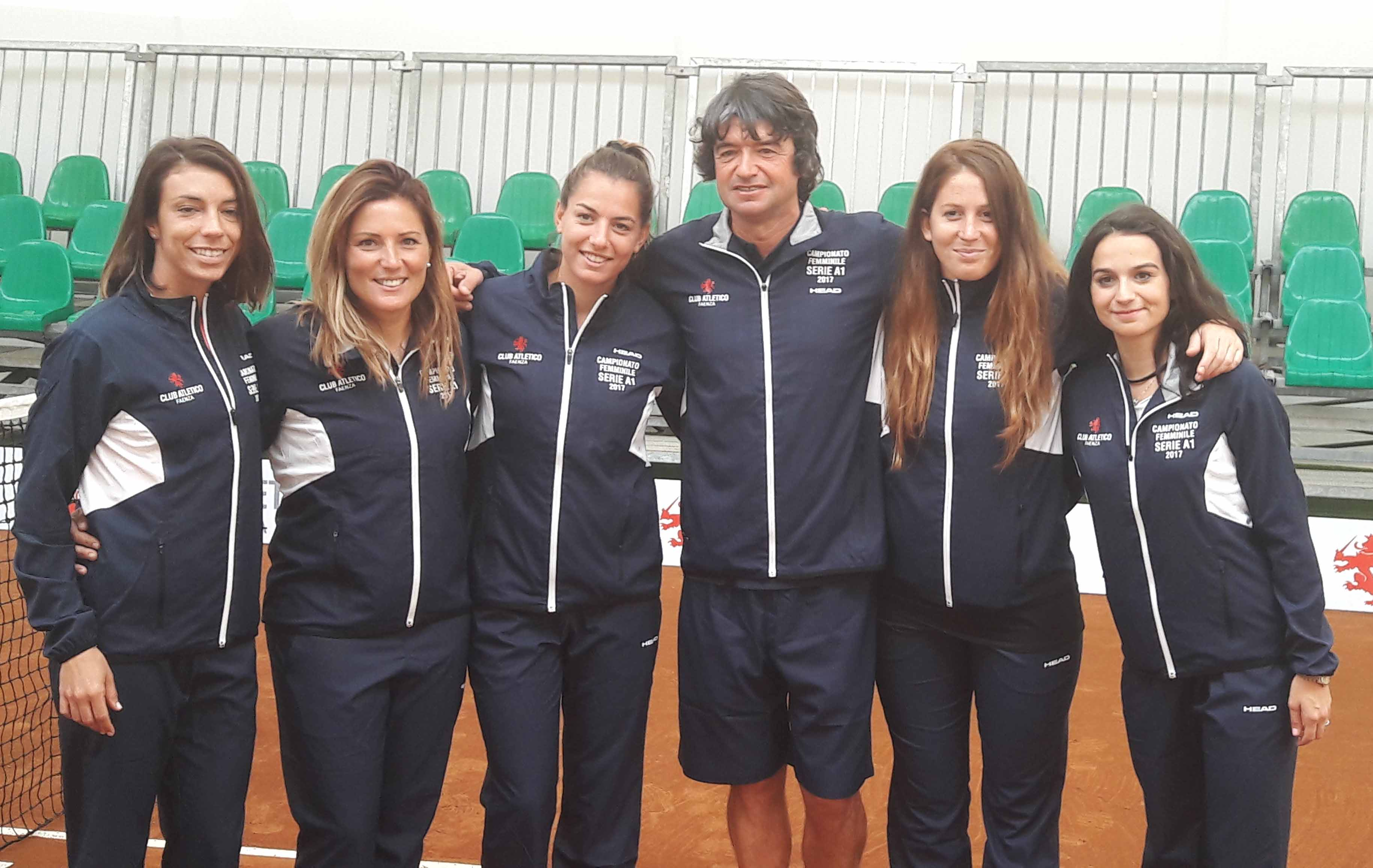
La squadra femminile del Tennis Club Faenza partecipante al campionato di Serie A1 Femminile nel 2017. Da sinistra: Alice Balducci, Agnese Zucchini, Camilla Scala, Mirko Sangiorgi, Giulia Pasini, Chiara Arcangeli.

Nel 2015 e 2016 la squadra femminile del Club Atletico Faenza Tennis ottiene una doppia promozione consecutiva, prima dalla Serie B alla Serie A2, poi alla Serie A1. La formazione promossa nella massima serie nazionale è composta da Camilla Scala, Agnese Zucchini, Giulia Pasini, Chiara Arcangeli ed Alessia Ercolino; capitano è il maestro Mirko Sangiorgi.
Nel 2017, da neo-promossa nel campionato di Serie A1 Femminile, la squadra di Faenza raggiunge la finale scudetto. Nella prima fase il team domina il proprio girone, con 5 vittorie, 1 pareggio e nessuna sconfitte. Nella semifinale contro il TC Genova 1983, la squadra faentina vince in trasferta 3-1 e 2-0 in casa. La corsa si arresta soltanto nella finale di Foligno, persa 3-2 contro il TC Prato al super tie-break del doppio di spareggio.
Nella stagione successiva la squadra si classifica al quinto posto, salvandosi ai playout dopo aver sfiorato di un soffio la qualificazione alle semifinali scudetto. Sempre nel 2018 rientra al circolo faentino l'ex campionessa Raffaella Reggi, nel ruolo di responsabile del settore femminile.
Anche nel 2019 la società raggiunge la salvezza nel campionato di Serie A1 e l'anno seguente iscrive la squadra femminile al Campionato di Serie C, rinunciando volontariamente all'iscrizione nel massimo campionato. In Serie C sono impegnati anche gli uomini, con due squadre.

## Strutture e attività

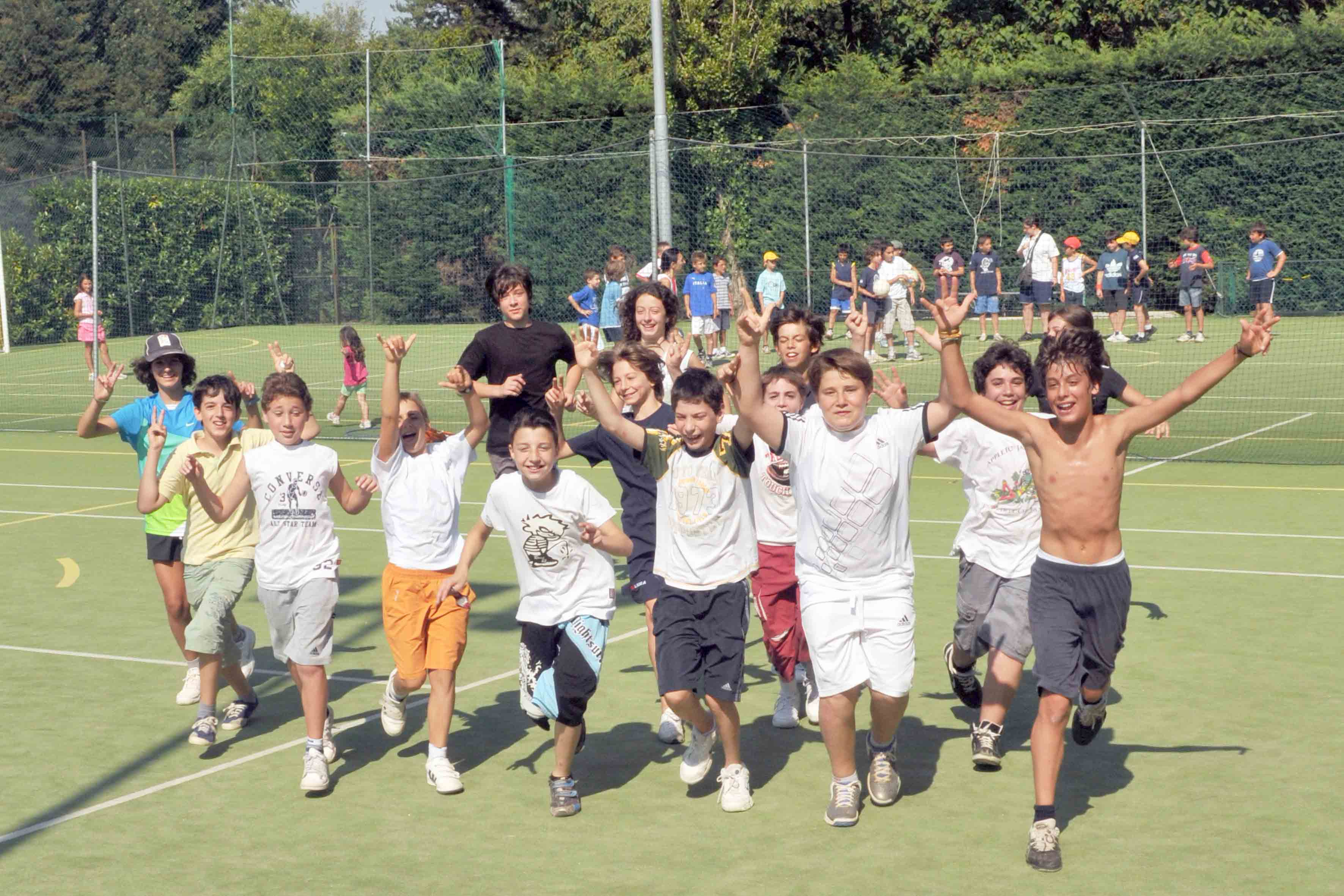

Al 2023 il circolo dispone di sette campi da tennis in terra rossa (di cui cinque coperti, illuminati e riscaldati nella stagione invernale); due campi da padel; due campi polifunzionali da calcio a 5 in erba sintetica (coperti, illuminati e riscaldati nella stagione invernale), una palestra, un ristorante pizzeria, un bar, una club house ed un parco con ampi spazi ricreativi.
Nel periodo scolastico si svolge la Scuola Addestramento Tennis (SAT) rivolta ai giovani dai 4 ai 16 anni che desiderano imparare a giocare a tennis o migliorare il proprio livello. Nel periodo estivo, da giugno a settembre, si svolge il Divertitennis, un campus dedicato ai bambini.
Inoltre il Circolo organizza corsi di tennis di avviamento e perfezionamento per adulti.

## Cronologia dei presidenti
- 1927-1986: Teo Gaudenzi (dal 1927 al 1965 fiduciario; dal 1965 al 1986 presidente)
- 1986-2001: Stefano Gaudenzi
- 2001-2005: Gianluca Rinaldini
- 2005-2013: Carlo Zoli
- 2013-2017: Gianni Bassetti
- 2017-2021: Carlo Zoli
- 2021-2022: Giancarlo Sabbatani[6]
- 2022: Andrea Ciani